# Ernst Asp
Ernst Arvid Asp, född 6 mars 1882 i Sala, död 24 september 1959 i Funbo församling, Uppsala län, var en svensk tidningsman.
Asp blev verkställande direktör och delägare i Karlskoga Tidnings Tryckeri AB, samt förläggare för Karlskoga Tidning och Degerfors Tidning 1922–1929. Han var verkställande direktör i Arboga Boktryckeri AB och ansvarig utgivare av Arboga Tidning 1930–1938.